# Andrey Batt
Andrej Sergeevich Batichko, mer känd under artistnamnet Andrey Batt, född 6 augusti 1985 i Tallinn, Estland, är en rysk rappare, skådespelare, filmregissör och producent.

## Biografi

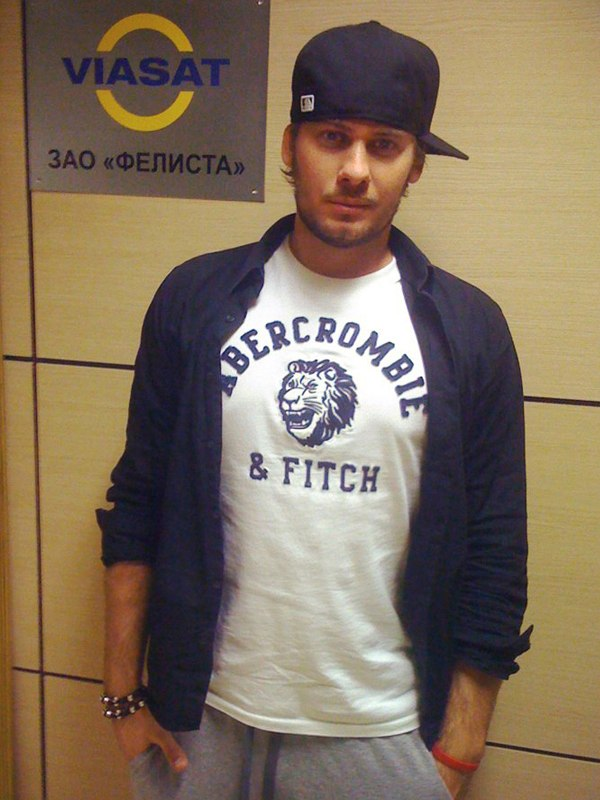
Andrey Batt på kontoret på TV-kanalen "Viasat Sport", 2012

Andrej Batichko föddes den 6 augusti 1985 i Tallinn, Estland. Hans föräldrar skilde sig när han var tre år gammal. Tillsammans med sin mor flyttade Andrej till Moskva, Ryssland. Andrej studerade i en engelska skola, där han började delta i skolteaterföreställningar. Han har spelat basket sedan han var 11 år gammal. I gymnasiet började han engagera sig i hip-hop. 
Under 2010 flyttade Andrej till Los Angeles, USA, där han studerade skådespelare fungerande färdigheter. Sedan 2012 har han kommenterat regelbundet på basket, som en stjärnsporter kommentator på TV-kanalen "Viasat Sport".
År 2013 släppte han sin första musikaliska singel "Lyubov Nad Oblakami". Samma år grundade han det välgörenhets projekt "Blagotvoritelnaya posylka". Under 2015 Andrey Batt en musikalisk halvtidsshow på Euroleague matchen. Sedan 2016 har Batt släppt sin egen reality show "Konstnärens äventyrs".

## Diskografi

### Singlar
- Moy Gorod (2017)
- Letniy (Zest Trap Remix) (2016)
- Letniy (RIA Project Saxophone Dance Remix) (2015)
- Letniy (ft. Dasha Melnikova) (2014)
- Lyubov Nad Oblakami (2013)

### Videoklipp
- Letniy (ft. Dasha Melnikova) (2014)
- Lyubov Nad Oblakami (2013)

## Filmografi

### Film
- Fighting Spirit (2013) – Alexander (Oberoende film)
- Father's Day (2011) (Kortfilm. Skådespelare, kompositör)

### TV
- Konstnärens äventyrs (2016 – ) – Sig själv (Regissör, producent, kompositör, manusförfattare)
- The Walking Dead (2010 – ) – Ricks vän
- The Killing (2011 – 2013) – Kapare
- Justified (2010 – 2015) – Polis
- Syndens huvudstad (2010) – Bartendern
- Smutsigt arbete (2010) – Victor
- Ängel i tjänst (2010 – 2012)
- Och i sorg och glädje (2010)
- Du beställde döden (2010)
- Stad av frestelser (2010) – Maxim
- Vigselring (2011 – 2012) – Andrej

## Sportkommentator

### Basket (NBA)
- NBA All-Star Game 2019 (18.02.2019) – Viasat Sport[7]
- NBA Finals 2018 – Spel 3 (17.06.2018) – Viasat Sport[8]
- NBA All-Star Game 2018 (19.02.2018) – Viasat Sport[9]
- Houston Rockets vs Golden State Warriors (18.10.2017) – Viasat Sport
- NBA All-Star Game 2017 (20.02.2017) – Viasat Sport[10]
- Golden State Warriors vs Oklahoma City Thunder (04.11.2016) – Viasat Sport
- Oklahoma City Thunder vs Cleveland Cavaliers (21.02.2016) – Viasat Sport
- Los Angeles Clippers vs New Orleans Pelicans (10.01.2016) – Viasat Sport
- New York Knicks vs Los Angeles Lakers (14.12.2012) – Viasat Sport